# Пятый корпус Потомакской армии
Пятый корпус Потомакской армии — одно из боевых подразделений Армии Союза во время гражданской войны в США.

## Формирование
Корпус был сформирован 18 мая 1862 года и назван «Пятый Временный» (V Corps Provisional). Он появился в результате объединения 3-й дивизии III-го корпуса (дивизии Портера) и регулярной дивизии Джорда Сайкса. Фицджон Портер стал командиром корпуса, а командование его дивизией принял Джордж Морелл. 22 июля 1862 года из названия убрали слово «Временный» и военный департамент утвердил корпус как Пятый корпус Потомакской армии.

## 1862 год
Пятый корпус участвовал в нескольких сражениях Кампании на полуострове, включая сражение при Гэинс-Милл, сражение при Глендейле и при Малверн-Хилл. В целом в Семидневной битве корпус потерял 995 человек убитыми, 3805 ранеными и 2805 пленными и потерянными, всего 7601 человек, почти половина всех потерь федеральной армии на Полуострове. 14 июня корпус был усилен дивизией Джорджа Маккола из пенсильванского резерва, в которой числились будущие знаменитости — Джон Рейнольдс и Джордж Мид. В сражении при Гэинс-Милл Пятый корпус под командованием Портера при поддержке дивизии Генри Слокама противостоял фактически всей Северовирджинской армии.
После провала кампании на полуострове пенсильванский резерв был возвращен в I-й корпус Ирвина Макдауэлла. Пятый корпус же вместе с III и IX корпусами был переведен в Вирджинскую армию Джона Поупа.
Командующий Потомакской армией, Джордж Макклеллан, был близким другом Фицджона Портера и у него сложилось особое отношение к Пятому корпусу. Он часто указывал на него другим корпусам как на пример для подражания. Все старшие офицеры корпуса были вест-пойнтцами, и среди них не было непрофессионалов или назначенцев от правительства. Из-за присутствия в составе корпуса регулярных частей уровень профессионализма корпуса был весьма высок, а также дисциплина была строже, а тренировки серьёзнее. Кроме того, корпусу был придан артиллерийский резерв армии. Начальником штаба корпуса после кампании на полуострове стал Александр Вебб (после Энтитема отправлен в Вашингтон).
Корпус принял участие во втором сражении при Булл-Ран, сражаясь на правом фланге федеральной армии. В бою было задействовано 6 500 солдат корпуса (4 бригады из шести), из которых было потеряно 331 человек убитыми, 1362 ранеными и 456 человек пленными.
В сражении при Энтитеме Пятый корпус («последний резерв последней армии республики» по словам Портера) практически не участвовал. После Энтитема к двум дивизиям корпуса (Морелла и Сайкса) была добавлена пенсильванская дивизия Эндрю Хемфриса.
После Энтитема генерал Портер был отдан под трибунал за свои действия при Булл-Ран. Этот суд в итоге погубил его карьеру генерала. Дивизионный командир Джордж Морелл тоже потерял свою должность за то, что настаивал на невиновности Портера на суде. После этого случая военный департамент долгое время неохотно соглашался повышать в звании офицеров пятого корпуса.
После отстранения Макклелана от командования Потомакской армией новый командующий, генерал Эмброуз Бернсайд реорганизовал армию, учредив новое боевое соединение — «гранд-дивизию». V и III корпуса были сведены в Центральную гранд-дивизию под общим командованием Джозефа Хукера. Командиром третьего корпуса после отстранения Портера стал Даниель Баттерфилд, а дивизиями корпуса командовали Гриффин, Сайкс и Хемфрис. В сражении при Фредериксберге корпус участвовал в печально знаменитых атаках на высоты Мари. В самом конце атак Хукер послал на штурм дивизию Гриффина, затем дивизию Хемфриса. Атака Хемфриса была последней в тот день. Под Фредериксбергом корпус потерял 206 человек убитыми, 1669 ранеными и 300 пленными, всего 2174.

## 1863
Когда Джозеф Хукер принял командование Потомакской армией, он сразу отменил «гранд-дивизии» и перевел Баттерфилда на должность начальником своего штаба. Генерал-майор Джордж Мид, прежде командовавший 1-й дивизией корпуса, теперь был назначен его командиром. Именно в это время для корпусов Потомакской армии были разработаны знаки различия. Пятый корпус получил так называемый «cross pattée», модификацию мальтийского креста.
В сражении при Чанселорсвилле корпус задействован не был, а сразу после сражения у солдат 3-й дивизии истек срок службы и они разошлись по домам. (Генерал Эндрю Хемфрис был переведен в III корпус.) Ввиду этого для усиления корпуса в его состав была введена дивизия Самуэля Кроуфорда, состоящая из двух пенсильванских бригад. 5 мая генерал Гриффин выбыл из строя по болезни и его место временно занял бригадный генерал Джеймс Барнс, который передал свою бригаду полковнику Уильяу Тилтону.
В это время Северовирджинская армия генерала Ли как раз начала вторжение на Север.
28 июня 1863 года генерал Мид был назначен командующим Потомакской армии, а в должности командира корпуса был утвержден Джордж Сайкс. Таким образом, к началу сражения при Геттисберге корпус насчитывал 10 997 человек в трёх дивизиях:
- Дивизия Джеймса Бэрнса
  - Бригада Уильяма Тилтона[англ.]
  - Бригада Джейкоба Швейцера[англ.]
  - Бригада Стронга Винсента
- Дивизия Ромейна Эйрса
  - Бригада Ганнибала Дэя
  - Бригада Сидни Бербанка
  - Бригада Стивена Уида
- Дивизия Сэмюэля Кроуфорда
  - Бригада Уильяма МакКэндлса
  - Бригада Джозефа Фишера

Корпус почти одновременно с остальными прошел Фредерик, однако пошел на север по длинной дороге, через Либерти и Гановер, поэтому только 2 июля прибыл под Геттисберг по балтиморской дороге. Дивизии корпуса были размещены на левом фланге Потомакской армии и, в частности, участвовали в боях за Уитфилд. Бригада Стронга Винсента была послана для обороны высоты Литл-Раунд-Топ, где она отбила атаки дивизии генерала Худа и спасла фланг армии от разгрома. Этот момент показан в фильме «Геттисберг», где внимание сосредоточено на действиях 20-го Мэнского полка.
Дивизии Гриффина и Айреса пронесли существенный урон во время боя, в то время как пенсильванская дивизия Кроуфорда практически не была задействована вовсе. Под Гетисбергом корпус потерял двух генералов: Стефана Уита и Стронга Винсента.
Осенью 1863 года корпус был частично задействован в Вирджинии: 14 октября он участвовал в сражении при Бристо-Стейшен. В конце ноября генерал Мид направил его, наряду с другими корпусами, в обход фланга Северовирджинской армии, что привело к сражению при Майн-Ран, в котором корпус задействован не был.

## 1864
В марте 1864 года командующим всеми федеральными армиями был назначен генерал-лейтенант Улисс Грант, и он сразу провел реорганизацию, которая затронула и пятый корпус. 1-я и 2-я дивизии были объединены в одну дивизию, которая стала 1-й дивизией генерала Гриффина. Дивизию Кроуфорда не тронули, но вскоре у её солдат истек срок службы. Первый корпус был введен в состав Пятого корпуса, где превратился в две дивизии: 2-я генерала Робинсона и 4-я генерала Уодсворта. Новым командиром Пятого корпуса был назначен генерал Говернор Уоррен. Грант решил, что генерал Сайкс не годится для командования корпусом и отправил его служить в Канзас.
Корпус одним из первых перешел Рапидан в начале Оверелендской кампании, и первым вступил в бой, превратившийся в Битву в Глуши. Перед сражением в корпусе числилось 25 000 человек. В сражении при Спотсильвейни корпус потерял почти 10 000 человек, действуя на правом фланге армии. В сражении погиб генерал Уодсворт и был тяжело ранен генерал Робинсон (он потерял ногу). Дивизия Робертсона была полностью разбита и солдат потом распределили по другим дивизиям. Командование дивизией Уодсворта принял генерал Лизандер Катлер, командир Железной Бригады.
Пятый корпус участвовал в сражении на Норт-Анне, где обходил левый фланг противника, но затем был спешно выведен на соединение с остальной армией, когда возникла опасность того, что южане смогут разбить Потомакскую армию по частям. В конце мая корпус практически в одиночку участвовал в сражении на Тотопотоми-Крик, а позже — в сражении при Колд-Харборе. Он так же был задействован в осаде Петерсберга и сильно пострадал в сражении при Глоб-Таверн 19 августа 1864 года, где многие его солдаты попали в плен, а дивизия Катлера оказалась практически уничтожена. В итоге корпус сократился до трех дивизий: Гриффина, Эйреса и Кроуфорда. Причем дивизия Гриффина состояла в основном из ветеранов корпуса, дивизия Айреса — в основном из новобранцев, а в дивизии Кроуфорда служили остатки I-го корпуса. В таком виде дивизии приняли участие в сражении при Пиблс-Фарм 30 сентября.

## 1865
К 31 марта 1865 года численность корпуса упала до 17 000 человек, и ещё 2 000 выбыло из строя до момента капитуляции армии генерала Ли у Аппоматтокса. После сражения при Файв-Фокс генерал Уоррен был отстранен от командования Шериданом за недостаточную активность и заменен Чарльзом Гриффином, который и организовал преследование отступающего от Петерсберга противника. Прибыв к Аппоматоксу, он помог Шеридану сдержать попытки генерала Ли вырваться из окружения.
Корпус был официально расформирован 28 июня 1865 года.

## Командиры
| Натаниэль Бэнкс    | 13 марта 1862 — 4 апреля 1862     |
| Фицджон Портер     | 18 мая 1862 — 10 ноября 1862      |
| Джозеф Хукер       | 10 ноября 1862 — 16 ноября 1862   |
| Даниэль Баттерфилд | 16 ноября 1862 — 25 декабря 1862  |
| Джордж Мид         | 25 декабря 1862 — 26 января 1863  |
| Чарльз Гриффин     | 26 января 1863 — 1 февраля 1863   |
| Джордж Сайкс       | 1 февраля 1863 — 5 февраля 1863   |
| Джордж Мид         | 5 февраля 1863 — 16 февраля 1863  |
| Эндрю Хэмфрис      | 23 февраля 1863 — 28 февраля 1863 |
| Джордж Мид         | 28 февраля 1863 — 28 июня 1863    |
| Джордж Сайкс       | 28 июня 1863 — 7 октября 1863     |
| Самуэль Кроуфорд   | 7 октября 1863 — 15 октября 1863  |
| Джордж Сайкс       | 15 октября 1863 — 23 марта, 1864  |
| Говернор Уоррен    | 23 марта 1864 — 2 января 1865     |
| Самуэль Кроуфорд   | 2 января 1865 — 27 января 1865    |
| Говернор Уоррен    | 27 января 1865 — 1 апреля 1865    |
| Чарльз Гриффин     | 1 апреля 1865 — 28 июня 1865      |